# Zilog
Zilog (alt ZiLOG) är ett amerikanskt företag som tillverkar halvledare. Då Z är den sista bokstaven i det engelska alfabetet skall företagets namn uttydas "Last Integrated Logical".
Företaget grundades år 1974 av Federico Faggin som tidigare arbetat vid Intel med utvecklandet av Intel 8080.
Företaget tillverkar ett antal kretsar, bland annat Z80-processorn.